# نوريا برموديز
نوريا برموديز (بالإسبانية: Nuria Bermúdez)‏ هي وكيلة رياضية وعارضة إسبانية، ولدت في 12 يناير 1980 في مدريد في إسبانيا.

## وصلات خارجية
- نوريا برموديز على موقع IMDb (الإنجليزية)
- نوريا برموديز على موقع قاعدة بيانات الفيلم (الإنجليزية)